# Liste der Bodendenkmäler in Windischeschenbach
Auf dieser Seite sind die Bodendenkmäler in der Oberpfälzer Stadt Windischeschenbach zusammengestellt. Diese Tabelle ist eine Teilliste der Liste der Bodendenkmäler in Bayern. Grundlage ist die Bayerische Denkmalliste, die auf Basis des Bayerischen Denkmalschutzgesetzes vom 1. Oktober 1973 erstmals erstellt wurde und seither durch das Bayerische Landesamt für Denkmalpflege geführt wird. Die folgenden Angaben ersetzen nicht die rechtsverbindliche Auskunft der Denkmalschutzbehörde.

## Bodendenkmäler in Windischeschenbach

### Bodendenkmäler in der Gemarkung Bernstein
| Lage                 | Objekt                                                                                               | Akten-Nr.     | Bild |
| -------------------- | --- | ------------- | ---- |
| Bernstein (Standort) | Abgegangener mittelalterlicher und frühneuzeitlicher Adels- und Landsassensitz Bernstein.            | D-3-6138-0043 |      |
| Bernstein (Standort) | Endpaläolithische und mesolithische Freilandstation.                                                 | D-3-6138-0045 |      |
| Bernstein (Standort) | Mesolithische Freilandstation.                                                                       | D-3-6138-0046 |      |
| Bernstein (Standort) | Archäologische Befunde und Funde im Bereich der katholischen Filialkirche St. Nikolaus in Bernstein. | D-3-6138-0066 |      |
| Bernstein (Standort) | Endpaläolithische und mesolithische Freilandstation.                                                 | D-3-6139-0045 |      |

### Bodendenkmäler in der Gemarkung Dietersdorf
| Lage                   | Objekt | Akten-Nr.     | Bild |
| ---------------------- | --- | ------------- | ---- |
| Dietersdorf (Standort) | Mesolithische Freilandstation.                                                                                       | D-3-6239-0045 |      |
| Dietersdorf (Standort) | Untertägige Befunde des mittelalterlichen Adelssitzes und abgebrochenen frühneuzeitlichen Schlosses von Dietersdorf. | D-3-6239-0117 |      |

### Bodendenkmäler in der Gemarkung Naabdemenreuth
| Lage                      | Objekt                                               | Akten-Nr.     | Bild |
| ------------------------- | ---------------------------------------------------- | ------------- | ---- |
| Naabdemenreuth (Standort) | Mittelalterlicher Turmhügel.                         | D-3-6138-0044 |      |
| Naabdemenreuth (Standort) | Endpaläolithische und mesolithische Freilandstation. | D-3-6138-0181 |      |

### Bodendenkmäler in der Gemarkung Neuhaus
| Lage               | Objekt | Akten-Nr.     | Bild |
| ------------------ | --- | ------------- | ---- |
| Neuhaus (Standort) | Archäologische Befunde im Bereich der mittelalterlichen Burgruine Neuhaus.                                                                       | D-3-6138-0063 |      |
| Neuhaus (Standort) | Archäologische Befunde im Bereich der katholischen Kirche St. Agatha in Neuhaus, darunter die Spuren von Vorgängerbauten bzw. älteren Bauphasen. | D-3-6138-0064 |      |
| Neuhaus (Standort) | Endpaläolithische und mesolithische Freilandstation.                                                                                             | D-3-6139-0043 |      |
| Neuhaus (Standort) | Endpaläolithische und mesolithische Freilandstation.                                                                                             | D-3-6139-0044 |      |
| Neuhaus (Standort) | Mittelalterliche Wüstung Schnepfenreuth. | D-3-6139-0064 |      |
| Neuhaus (Standort) | Mittelalterlicher Burgstall. | D-3-6139-0068 |      |
| Neuhaus (Standort) | Spätpaläolithische und mesolithische Freilandstation.                                                                                            | D-3-6239-0041 |      |

### Bodendenkmäler in der Gemarkung Trautenberg
| Lage                   | Objekt                                                                             | Akten-Nr.     | Bild |
| ---------------------- | ---------------------------------------------------------------------------------- | ------------- | ---- |
| Trautenberg (Standort) | Spätpaläolithische und mesolithische Freilandstation, mittelalterliche Hofwüstung. | D-3-6138-0004 |      |

### Bodendenkmäler in der Gemarkung Windischeschenbach
| Lage                          | Objekt | Akten-Nr.     | Bild |
| ----------------------------- | --- | ------------- | ---- |
| Windischeschenbach (Standort) | Mittelalterlicher Burgstall. | D-3-6138-0040 |      |
| Windischeschenbach (Standort) | Mittelalterlicher Burgstall. | D-3-6138-0042 |      |
| Windischeschenbach (Standort) | Archäologische Befunde des abgegangenen frühneuzeitlichen Schlosses von Windischeschenbach. | D-3-6138-0077 |      |
| Windischeschenbach (Standort) | Archäologische Befunde und Funde im Bereich der katholischen Pfarrkirche St. Emmeram in Windischeschenbach, darunter die Spuren von Vorgängerbauten bzw. älteren Bauphasen und der aufgelassene historische Ortsfriedhof. | D-3-6138-0078 |      |
| Windischeschenbach (Standort) | Spätpaläolithische und mesolithische Freilandstation. | D-3-6238-0020 |      |
| Windischeschenbach (Standort) | Spätpaläolithische und mesolithische Freilandstation. | D-3-6238-0072 |      |
| Windischeschenbach (Standort) | Spätpaläolithische und mesolithische Freilandstation. | D-3-6238-0073 |      |